# Let L-23 Super Blaník
Let L-23 Super Blaník je dvoumístný celokovový kluzák hornoplošné konstrukce. Je určen zejména pro pilotní výcvik včetně nácviku vyšší pilotáže.

## Historie
Letoun vznikl jako vývojové pokračování úspěšného cvičného kluzáku Let L-13 Blaník. První let absolvoval prototyp L-23 v roce 1988. Sériová výroba byla zahájena v továrně Let Kunovice v roce 1989 a dosud bylo vyrobeno asi 3 000 letadel. Výroba byla oficiálně ukončena v roce 2006. V roce 2013 výrobce oznámil, že vážně uvažuje o obnovení výroby.

## Konstrukce
L-23 je podobně jako L-13 Blaník dvoumístným kluzákem celokovové konstrukce. Většina částí je vyrobena z duralového plechu, potah je připevněn pomocí nýtů. Mezi nejvýraznější odlišnosti patří zejména vodorovné ocasní plochy typu „T“, které omezují možnost poškození při přistání do neznámého terénu. Stroj je dále vybaven novou kabinou s větším průhledným překrytem, zjednodušeným křídlem bez vztlakových klapek s novými koncovými oblouky bez duralových vřeten a otočným zadním kolem. Nabízeny jsou i nástavce, které zvyšují rozpětí křídel z 16,2 na 18 m a klouzavost z 28:1 na 31:1.

## Specifikace

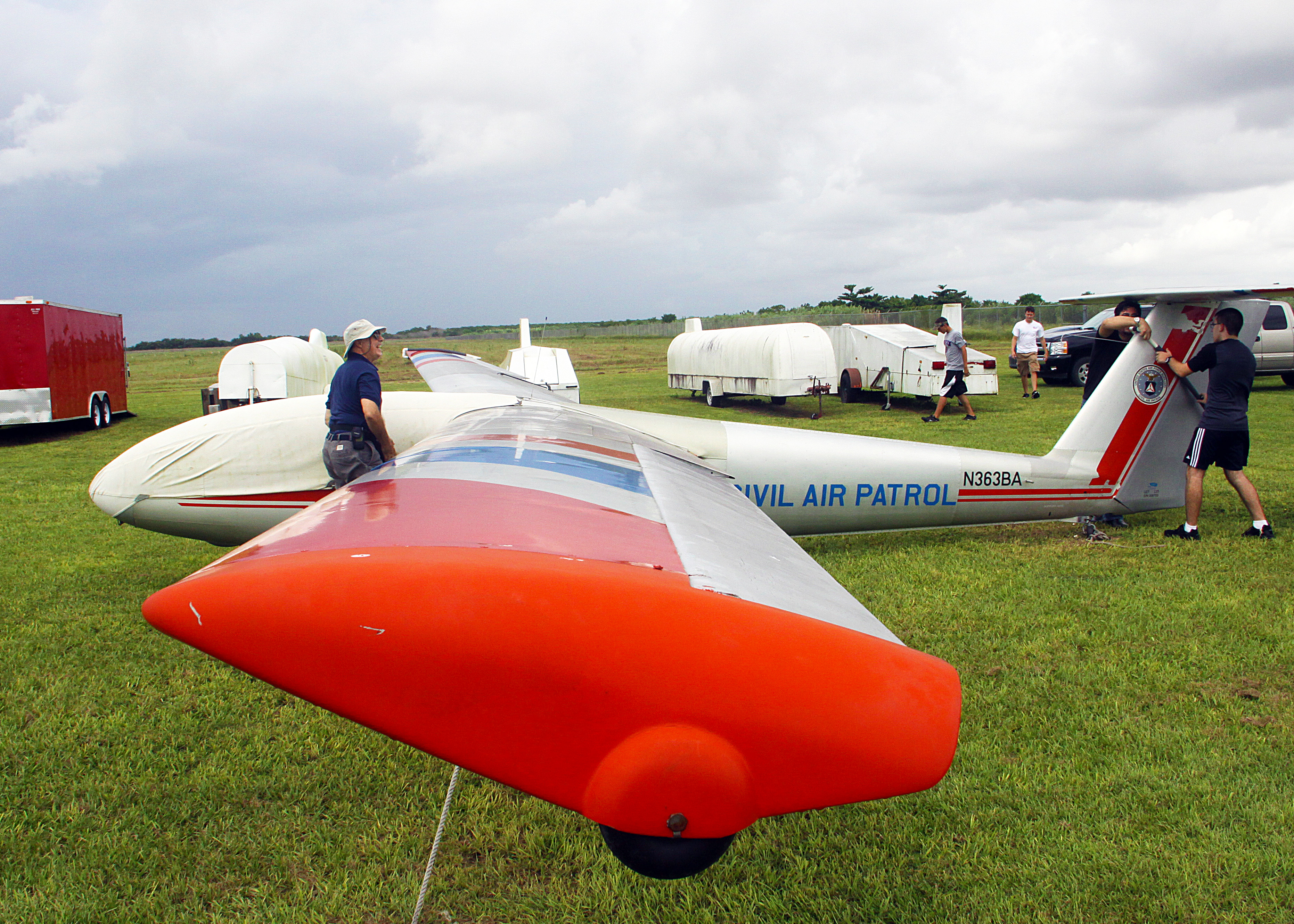
L-23 Super Blaník (TG-10B) používaný pro výcvik pilotů USAF (Civil Air Patrol)

### Technické údaje
- Posádka: 2 osoby
- Délka: 8,5 m
- Výška: 1,9 m
- Rozpětí: 16,2 m
- Plocha křídla: 19,2 m²
- Prázdná hmotnost: 310 kg
- Maximální vzletová hmotnost: 530 kg
- Štíhlost: 13,7

### Výkony
- Maximální rychlost: 253 km/h
- Pádová rychlost: 60 km/h při hmotnosti 510 kg[2]
- Minimální opadání: cca 0.82 m/s při rychlosti 77 km/h a hmotnosti 500 kg
- Klouzavost: 28:1 při rychlosti 80 km/h a hmotnosti 530 kg
- Provozní násobky: +5 g, -2,5 g, hmotnost do 530 kg